# Calocoides aquilonia
Calocoides aquilonia är en nattsländeart som beskrevs av Arturs Neboiss 1984. Calocoides aquilonia ingår i släktet Calocoides och familjen Calocidae. Inga underarter finns listade i Catalogue of Life.